# シング (企業)
株式会社シング（英: CING INC.）は、かつて存在したコンピュータゲーム、携帯電話向けゲームコンテンツの企画・制作を行っていた日本の企業。

## 概要
リバーヒルソフトで『殺人倶楽部』『琥珀色の遺言』などのゲームデザインを手がけた宮川卓也や、同じくシナリオを担当した鈴木理香らによって設立された。リバーヒルソフトの系譜をもっとも受け継いだデベロッパーとして、質の高いアドベンチャーゲームで一定の評価を得ていた。
しかし、「王様物語」の開発が長引き開発費がかさんだことや、2009年後半に持ち込みの自社企画が相次いで不採用となるなど受注量が減少したことで経営が悪化。2010年3月1日、破産手続申請の準備に入ったと報じられた。
東京都千代田区神田佐久間町3番22号 神田SKビル2Fに東京オフィスを置いていた。

## 沿革
- 1999年 - 有限会社シング設立。
- 2000年 - 有限会社から株式会社に改組。
- 2004年 - 本社移転。
- 2005年 - 本社を現所在地に移転。
- 2008年 - 東京オフィスを現所在地に移転。
- 2010年 - 破産手続申請準備に入る[1]。負債総額は約2億5,600万円[1]。

## 開発作品

### プレイステーション2
- 玻璃ノ薔薇 (カプコン)

### ニンテンドーDS
- アナザーコード 2つの記憶 (任天堂)
- ウィッシュルーム 天使の記憶 (任天堂)
- ラストウィンドウ 真夜中の約束 (任天堂)
- かいてしゃべってはじめよう! モンスターファームDS（テクモ）
- モンスターファームDS2 甦る!マスターブリーダー伝説（テクモ）
- AGAIN FBI超心理捜査官 (テクモ)

### Wii
- アナザーコード: R 記憶の扉 (任天堂)
- 王様物語 (マーベラスエンターテイメント)